# Filialkirche Buchbrunn

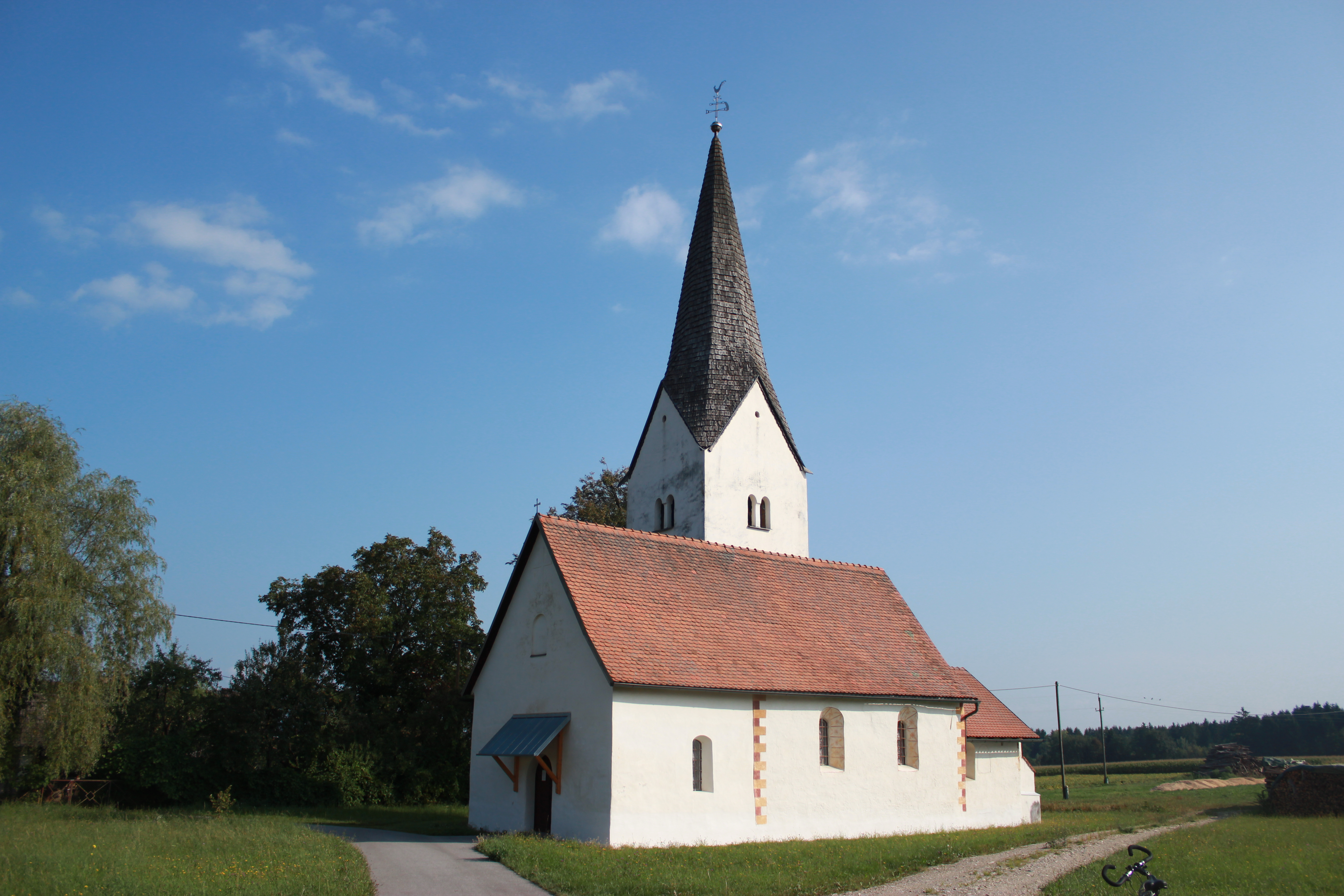

Die römisch-katholische Pfarrkirche Buchbrunn in der Gemeinde Eberndorf ist den Aposteln Peter und Paul geweiht. Sie gehört zur Pfarre Eberndorf. 1528 wurde die Kirche erstmals urkundlich genannt.

## Baubeschreibung
Das Gotteshaus besteht aus dem  Langhaus, das im Kern aus dem 13. Jahrhundert stammt, einem eingezogenen, quadratischen Chor, einem mächtigen Sakristeiturm an der Nordseite und einer modernen Vorhalleim Westen, die mit dem Langhaus unter einem gemeinsamen Satteldach steht. Das Langhaus ist flachgedeckt, der Chor besitzt ein Kreuzrippengewölbe.

## Einrichtung
Der Hochaltar aus der zweiten Hälfte des 18. Jahrhunderts ist durch Diebstahl im Bestand unvollständig. Die beiden Seitenaltäre aus dem späten 18. Jahrhundert zeigen auf den Altarblättern die Heiligen Isidor und Martin.
In der Vorhalle steht ein bemalter, gotischer Flügelaltar, der im Inneren der Predella mit „E. P. 1575“ bezeichnet ist. Die ursprüngliche Skulptur des Schreins ist nicht mehr vorhanden. Die anschließenden Bildtafeln stellen die Heiligen Katharina und Barbara dar. Die bemalten Flügel zeigen im geschlossenen Zustand die Verkündigung an Maria und im offenen Zustand den Apostel Paulus und den Evangelisten Johannes. Auf der Predella ist das Schweißtuch der Veronika mit zwei Engeln wiedergegeben. Am Altaraufsatz ist eine Figur Gottvaters.
Eine 1538 von Urban Fiering gegossene Glocke der Kirche befindet sich heute im Bezirksheimatmuseum Völkermarkt.